# Motorrijtuigenbelasting

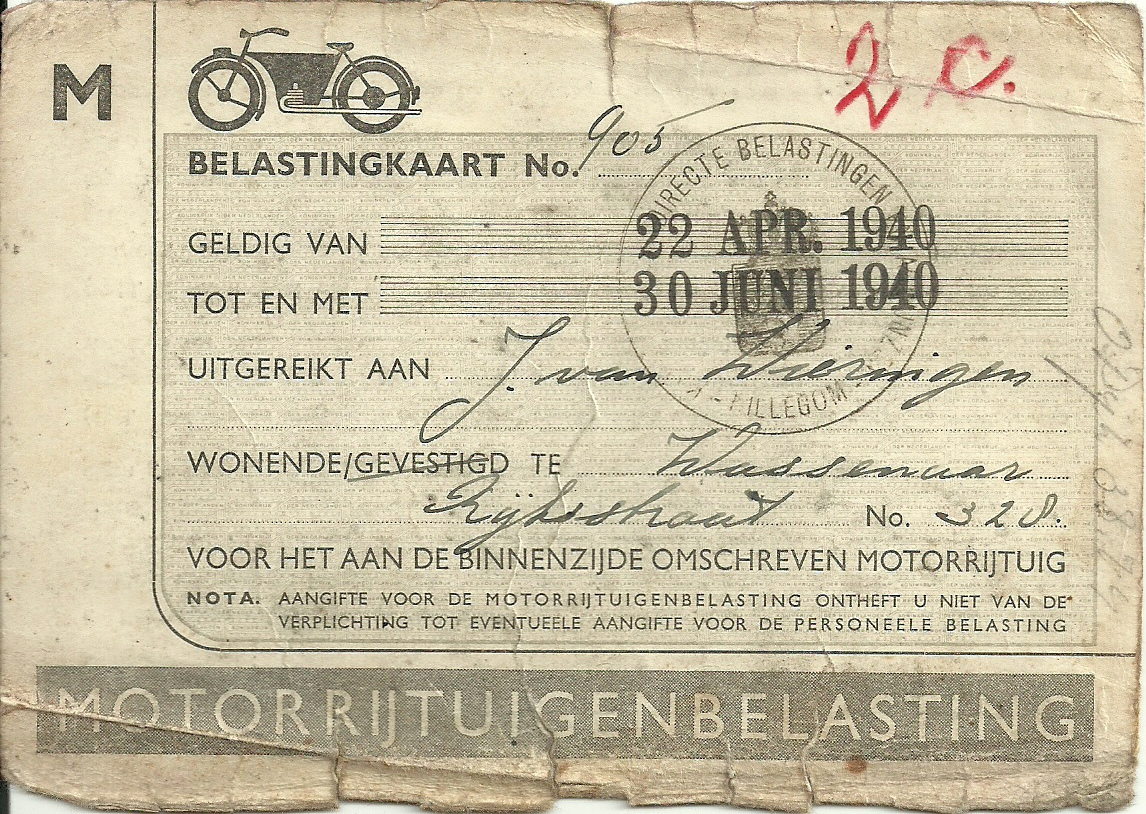
Belastingkaart voor een DKW-motor, 1940

Motorrijtuigenbelasting (MRB) is een indirecte belasting die onder meer in Nederland wordt geheven op het bezit van een motorvoertuig jonger dan 40 jaar. Het is dus een houderschapsbelasting. Een populaire benaming is wegenbelasting.

## In Nederland

### Heffing en besteding
De motorrijtuigenbelasting wordt geheven over het bezit van een auto of motorfiets. Het gebruik, of iemand veel rijdt of weinig, speelt geen rol. De motorrijtuigenbelasting wordt opgelegd door de centrale overheid en geïnd door de Belastingdienst. Boven op de motorrijtuigenbelasting betalen houders van personenauto's en motoren 'provinciale opcenten'. Hoe hoog dat bedrag is, is afhankelijk van de provincie waarin men woont. 
Deze belasting was oorspronkelijk ingevoerd om aanleg en onderhoud van wegen te bekostigen, redenerend vanuit het profijtbeginsel: diegene die van de wegen gebruikmaakt betaalt daar dan ook voor. De motorrijtuigenbelasting is nu geen 'doelbelasting' meer - het geïnde bedrag wordt niet meer automatisch aan de wegen of de infrastructuur besteed. De inkomsten uit de wegenbelasting overstijgen dan ook de uitgaven aan het wegenonderhoud. Het geld gaat naar de algemene middelen, dit geldt voor het Rijk en voor de provincie. Voor de provincie zijn de 'provinciale opcenten' verreweg de belangrijkste inkomstenbron.
In 2019 werd volgens de Centraal Bureau voor de Statistiek (CBS) 5,8 miljard euro aan motorrijtuigenbelasting betaald. De provincies incasseerden via de opcenten 1,6 miljard euro over 2019. De opcenten maken meer dan 95% van de inkomsten van de provincies uit dat via heffingen binnenkomt.

### Hoogte van de belasting
De hoogte van de belasting is afhankelijk van het gewicht en het type van het voertuig (personenauto, vrachtauto, autobus), het gebruik (privé of zakelijk), de soort brandstof (benzine, diesel, lpg), de provincie waarin de houder van het voertuig woont en de leeftijd van het voertuig (voertuigen ouder dan 40 jaar zijn vrijgesteld van deze belasting tot 2028, daarna geldt datum van eerste toelating vóór 1 januari 1988). De houder van een auto gaat belasting betalen vanaf het moment dat het kentekenbewijs op zijn naam staat. Het maakt niet uit of er gebruik wordt gemaakt van de openbare weg: staat de auto altijd op privéterrein of in een garage, dan moet toch motorrijtuigenbelasting betaald worden, tenzij de eigenaar het kenteken laat schorsen, zie verderop bij Schorsen kenteken.

### Aanvang en einde belasting
De motorrijtuigenbelasting wordt vastgesteld per 3 maanden. Betalen kan per maand of per kwartaal. De datum waarop de tijdvakken beginnen hangen af van de afgiftedatum van het kentekenbewijs deel I of deel IA. Bij nieuwe auto's gaat het eerste tijdvak in op de datum waarop het kentekenbewijs op naam wordt gezet. Bij verkoop van de auto stopt de plicht om belasting te betalen. De verkoper moet wel over een vrijwaringsbewijs beschikken. Zo weet de Dienst Wegverkeer (RDW) dat de auto niet meer op naam van de voormalige eigenaar staat. De plicht om belasting te betalen gaat over naar de koper. Bij particuliere verkoop vindt overschrijving van een auto plaats op een PostNL Business Point.
Overschrijven kan ook online middels DigiD en een kaartlezer. Het identiteitsbewijs - een rijbewijs, nationaal paspoort of identiteitskaart - van de nieuwe eigenaar wordt gelezen door de kaartlezer ter verificatie. De kaartlezer kan een geschikte Android smartphone of een specifieke kaartlezer zijn. De NFC-techniek wordt gebruikt voor het lezen van het identiteitsbewijs. Kosten voor een online overschrijving dienen te worden betaald door middel van IDEAL.

### Rekenprogramma
De Nederlandse belastingdienst stelt een rekenprogramma ter beschikking voor de berekening van de motorrijtuigenbelasting op personenauto's, bestelauto's, motoren, aanhangwagens, kampeerauto's, caravans, bussen of rijdende winkels. Voor vrachtauto's is er een tabel "Tarief vrachtauto's".

### Schorsen kenteken
Ook als de auto niet gebruikt wordt, moet toch belasting betaald worden. Tenzij het kenteken wordt geschorst. Schorsen kan op diverse manieren worden aangevraagd, waaronder op het postkantoor en het kost geld. Een schorsing kan in principe nooit langer dan 12 maanden duren en wordt dan ook automatisch stopgezet maar kan steeds weer opnieuw worden verlengd.
Korter of langer schorsen kan ook, maar dat moet dan worden opgegeven. De betaling van motorrijtuigenbelasting gaat automatisch na één jaar weer in. Tijdens de schorsingsperiode is geen MRB verschuldigd, het voertuig hoeft niet verzekerd te zijn en hoeft geen geldige APK te hebben. Het geschorste voertuig mag in die periode niet op de openbare weg staan of rijden, daaronder vallen ook bermen en parkeerplaatsen. Wel kan er een tijdelijke ontheffing van een paar dagen worden aangevraagd, bijvoorbeeld voor het bezoeken van manifestaties. Het geschorste voertuig mag wel gebruikt worden om via de kortste weg naar en van een APK keuringsstation te gaan. De eventueel al betaalde belasting wordt terugbetaald.

### Vrijstellingen

#### Oude auto's
Tot 2014 gold voor niet bedrijfsmatig gebruikte voertuigen ouder dan 25 jaar een vrijstelling van motorrijtuigenbelasting, d.w.z. dat voor deze voertuigen geen belasting meer betaald hoefde te worden. Zij kregen automatisch vrijstelling op het moment dat het voertuig ouder dan 25 jaar werd.
Per 1 januari 2014 is de leeftijd voor vrijstelling verhoogd naar 40 jaar, benzinevoertuigen met een datum eerste toelating voor 1 januari 1988 vallen onder een overgangsregeling met de mogelijkheid tot aanvraag van een kwarttarief. In dit geval betaalt de autobezitter een kwart van het geldende belastingtarief, met een maximum van 154 euro per jaar, op voorwaarde dat de auto in de maanden december, januari en februari zich niet op de openbare weg bevindt.
Per 1 januari 2028 zal deze regeling worden bevroren en zullen uiteindelijk alle niet bedrijfsmatig gebruikte motorvoertuigen met een datum eerste toelating voor 1 januari 1988 vrijgesteld zijn van motorrijtuigenbelasting.

#### Zuinige auto's
Per 1 april 2010 betalen de bezitters van personenauto's met een zeer lage CO2-uitstoot geen motorrijtuigenbelasting meer. Deze vrijstelling vervangt het zogenaamde 'kwarttarief', dat vanaf 1 april 2009 gold. Het kwarttarief hield in dat bezitters van personenauto's met een lage CO2-uitstoot minder motorrijtuigenbelasting betalen: zij betalen een kwart van het tarief voor personenauto's met hetzelfde gewicht.
Om voor de vrijstelling in aanmerking te komen mag de uitstoot van auto's met een dieselmotor maximaal 95 gram CO2 per kilometer zijn. Voor auto's met een andere motor is de maximale uitstoot 110 gram CO2 per kilometer. Auto's die op bio-ethanol rijden vallen niet onder de vrijstelling omdat ze aanzienlijk meer CO2 uitstoten.
Volgens het Regeerakkoord 2012 wordt ook deze vrijstelling per 01-01-2014 afgeschaft. Voor de meeste auto’s is vanaf 1 januari 2014 weer wegenbelasting verschuldigd. Alleen zeer schone auto’s, met een CO2-uitstoot van minder 50 g/km, profiteren nog twee jaar langer van de regels.
Van 2017 t/m 2024 betalen volledig elektrische auto's geen MRB, de plug-inhybrides (PHEV) betalen halftarief, de gewone hybride auto's en diesels voltarief. Vanaf 2019 betalen vervuilende diesels nog eens 15% bovenop het voltarief.

#### Invaliden
Ook invaliden die een auto hebben, kunnen onder bepaalde voorwaarden in aanmerking komen voor vrijstelling, dat heet: invaliditeitsvrijstelling. De auto mag dan niet te duur zijn, de houder van de auto moet een verklaring van een arts overleggen waarin staat dat hij invalide is en hij kan niet met het openbaar vervoer reizen. Ook moet men, om voor deze vrijstelling in aanmerking te komen, geboren zijn na 1 april 1918.

## In Caribisch Nederland
Onder de naam motorrijtuigenbelasting kan in Caribisch Nederland door een openbaar lichaam een belasting worden geheven voor de houder van een motorrijtuig (artikel 55 FinBES). Met motorrijtuig wordt een personenauto, een motorrijwiel, een autobus, een vrachtauto of een bestelauto bedoeld. Het tarief kan afhankelijk worden gesteld van de massa en soort van het voertuig en de aard van de brandstof of aandrijving van het voertuig.

## In België
De motorrijtuigenbelasting heet in België de verkeersbelasting.

## Belasting voor zware voertuigen
Wie in Nederland, België, Luxemburg, Denemarken of Zweden met een vrachtauto of vrachtautocombinatie over de autosnelweg rijdt, moet naast de motorrijtuigenbelasting ook nog belasting zware motorrijtuigen (BZM) betalen. Wie deze BZM heeft betaald, krijgt een eurovignet.